# Owen Paul
Owen Paul (* 1. Mai 1962 in Glasgow als Owen McGee) ist ein britischer Popsänger.

## Biografie
1986 veröffentlichte Paul die Single My Favourite Waste of Time, die im Mai des Jahres zunächst bis auf Platz drei der britischen Single-Charts stieg und sich drei Monate später auch in Deutschland und der Schweiz platzieren konnte. Die Single ist der größte Erfolg Pauls.
Während das zugehörige Album As It Is … weitgehend unbeachtet blieb, erreichten die weiteren Auskopplungen Pleased to Meet You und One World untere Positionen der englischen Hitparade. Mit dem Lied Mad About the Girl gelang Paul 1988 ein letztes Mal ein kurzzeitiger Aufenthalt in den UK-Charts.
Owen Paul ist der jüngere Bruder des Simple-Minds-Gründungsmitglieds Brian McGee. 2009 bis 2011 trat er, gemeinsam mit seinem Bruder am Schlagzeug und dem langjährigen Simple-Minds-Bassisten Derek Forbes, als Sänger einer Band namens Ex-Simple Minds auf. Der Gitarrist Anthony William und der Keyboarder Andy Gall komplettieren die Formation. Das Repertoire erstreckte sich über die Anfangsjahre der Simple Minds (bis 1985), sowie vereinzelten Propaganda-Songs.

## Diskografie

### Alben
- 1986: As It Is …
- 2002: About Time

### Singles
- 1986: My Favourite Waste of Time
- 1986: Pleased to Meet You
- 1986: One World
- 1986: Only for the Young
- 1987: Bring Me Back That Spark
- 1987: Mad About the Girl